# Sarah Patterson
Sarah Patterson (* 22. April 1972) ist eine englische Filmschauspielerin.

## Leben
Sie gab ihr Filmdebüt 1984 in dem Fantasyfilm Die Zeit der Wölfe von Neil Jordan, wo sie in der Rolle der Rosaleen überzeugte. Ihr zweiter Film war Schneewittchen (1987), in dem sie erneut die Hauptrolle spielte. Danach unterbrach Patterson ihre Schauspielkarriere und nahm diese erst im neuen Jahrtausend wieder auf, als sie in den von Lisa Gornick produzierten Filmen Do I Love You? (2003) und Tick Tock Lullaby (2007) mitwirkte.

## Filmografie
- 1984: Die Zeit der Wölfe (The Company of Wolves)
- 1987: Schneewittchen (Snow White)
- 2003: Do I Love You?
- 2007: Tick Tock Lullaby